# Arachnodes luctuosus
Arachnodes luctuosus là một loài bọ cánh cứng trong họ Bọ hung (Scarabaeidae).